# Museo marítimo de Malta
El Museo marítimo de Malta se encuentra dentro de una antigua instalación Naval en Vittoriosa, en la isla de Malta, desarrolla la historia marítima de la isla, que está estrechamente vinculada al mar Mediterráneo. También ilustra el carácter mundial de la navegación y su impacto en la sociedad, desde de julio de 1992.
El museo alberga numerosos artefactos que destacan diferentes épocas, mostrando a través de pinturas al marinero maltés, con gráficos, pruebas y la evolución de la tecnología del mar, por lo que se puede decir que muestra la historia marítima de Malta desde la prehistoria hasta nuestros días. 